# لودوسه
لودوسه (به سوئدی: Lödöse) یک منطقهٔ مسکونی در سوئد است که در بخش لیلا ایدت واقع شده‌است. لودوسه ۱٫۲۸ کیلومتر مربع مساحت و ۱٬۲۶۶ نفر جمعیت دارد.